# Iglesia de San Miguel (Mula)
La iglesia parroquial de San Miguel Arcángel de Mula (Región de Murcia, España), creada en 1244, se sitúa en la plaza del ayuntamiento y junto con su torre y la próxima torre del reloj forman un conjunto monumental muy representativo en el municipio.
La destrucción de esta iglesia durante la guerra civil fue enorme, solamente se salvó la cancela de la entrada, el resto de la decoración tanto pictórica y esculturas se destruyeron por completo. Del primitivo altar se sabe que hubo un baldaquino muy al gusto barroco con pinturas en las paredes, muy superior al actual.
La iglesia tiene planta de cruz latina y en las naves del crucero están las capillas más importantes, a la derecha la del Marqués de los Vélez y a la izquierda la de San Felipe, reliquia del cuerpo del Santo traída desde Sicilia por la marquesa de los Vélez en 1648. 
De los retablos laterales se realizan en 1825 por el maestro Aralafe Ángel Moreno Rubio. El retrato de San Felipe es de fines del siglo XIX hecho por Anastasio Martines.
Las tallas de la iglesia son del valenciano Vicente Benedito Baró, el titular San Miguel, el patrón, San Felipe, (iconografía sacada de un cuadro que existía en la parroquia de la colección) y san Expedito. De Sánchez Lozano son San José (el niño es anterior a la guerra) y la Virgen de los Dolores de Francisco. De P. Gomara es San Pedro. Muchas obras son donaciones particulares, como el Cristo en la Cruz de la familia Pérez de los Cobos o el Cristo Yacente donado en 1950 por el matrimonio Claudio Egea y Pura Rizo.
Esta parroquia cuenta con un museo de pintura realizado por la donación de Doña. Pilar de la Canal viuda de Don Pedro Luis Blaya en 1940, familia con afición a la compra de arte y la donación fuera para que sirviese para decorar la iglesia después de la desolación de la guerra, hay pinturas desde el XVI al XX. Se encuentran cuadros procedentes de Francia, Holanda y México entre otros, cuadros de todo tipo en madera, lienzo, cobre, cristal y con todo tipo de marcos. De temas variados, religiosos, mitológicos, etc.
Entre los pintores más destacados están Ribera, Mengs, Juanquin Campos, todos estos cuadros estuvieron en un museo parroquial de los años 50 fundado por el sacerdote Esteban Monreal y Monreal.
- Datos: Q5552535